# Aksel Møllers Have
Aksel Møllers Have är en gata och en park i Frederiksbergs kommun i Köpenhamn i Danmark. Aksel Møllers Have är också namnet på en station på Cityringen, en linje på Köpenhamns metro.